# Ptiloglossa immixta
Ptiloglossa immixta là một loài Hymenoptera trong họ Colletidae. Loài này được Moure mô tả khoa học năm 1945.